# Buena Vista Social Club (pel·lícula)
Buena Vista Social Club és una pel·lícula documental de 1999 dirigida per Wim Wenders sobre la música de Cuba. Porta el nom d'un danzón que es va convertir en la peça principal de l'àlbum Buena Vista Social Club. La pel·lícula és una coproducció internacional d'Alemanya, Estats Units, Regne Unit, França i Cuba.
El 2020, la Biblioteca del Congrés dels Estats Units va seleccionar la pel·lícula per a la seva conservació al National Film Registry dels Estats Units com a "important culturalment, històricament o estèticament".

## Sinopsi argumental
En 1996, el compositor, productor i guitarrista Ry Cooder va viatjar sense èxit a Cuba fins als Estudis Egrem, en l'Havana, interessat en una certa música amb ritmes provinents d'Àfrica. Això no li va impedir conèixer a un grup de llegendaris músics cubans, que havien passat pràcticament a l'oblit, les edats del qual fluctuaven entre els 60 i 80 anys.
Filmat en 1998, aquest documental registra el retorn de Cooder a Cuba, ocasió en la qual es reuneix amb el vocalista Ibrahim Ferrer i la resta dels músics per a gravar el CD "Buena Vista Social Club", àlbum guanyador d'un Grammy l'èxit del qual va ser aclamat internacionalment.
El director de cinema Wim Wenders, al costat d'un reduït grup de filmació, va observar als músics en l'estudi i va rastrejar les seves vides en l'Havana. Així es va donar inici a aquest documental, que registra el viatge dels ancians des del seu país natal fins a la ciutat de Amsterdam -on van oferir dos concerts-, i que finalitza en Nova York, amb una presentació en el Carnegie Hall.
En una entrevista (via correu electrònic), concedida al periodista Xavier Quirarte, el director Wim Wenders, enfrontat a la pregunta Com va ser treballar amb aquest grup d'ancians que actuaven com si anessin més joves, fins i tot nens; amb aquests músics que —alguns d'ells— havien estat descartats fins i tot de la vida, ara convertits en superestrelles?, assenyala
| « | "L'arribar a la fama mundial d'aquests músics alguna vegada arruïnats era una història profundament commovedora. Tens raó quan dius que actuaven com si anessin més joves, caray! Sempre que una de les nostres càmeres estava filmant s'adonaven, però sense començar a fingir o a produir-se a si mateixos, simplement continuaven fent el que estaven fent, amb un lleuger increment d'energia." | » |

El documental inicia amb una escena en què el fotògraf Raúl Corrales Fornos exhibeix algunes de les seves fotografies més famoses.

## Músics
- Francisco Repilado, aka Compay Segundo (cantant i tres)
- Eliades Ochoa (cantant i guitarra)
- Ry Cooder (guitarra)
- Joachim Cooder, (percussionista)
- Ibrahim Ferrer (cantant, conga, claves, bongos)
- Omara Portuondo (cantant)
- Rubén González (piano)
- Orlando "Cachaito" López (baixista)
- Amadito Valdés
- Manuel "Guajiro" Mirabal (trompetista)
- Barbarito Torres (llaüt)
- Pío Leyva
- Manuel "Puntillita" Licea (cantant)
- Juan de Marcos González (güiro)

## Cançons
1. "Chan Chan" (Francisco Repilado)
2. "Silencio" (Rafael Hernandez)
3. "Chattanooga Choo Choo" (Harry Warren i Mack Gordon)
4. "Dos Gardenias" (Isolina Carillo)
5. "Veinte Años" (María Teresa Vera)
6. "Y Tu Que Has Hecho?" (Eusebio Delfin)
7. "Black Bottom" (Ray Henderson, Lew Brown i B. G. De Sylva)
8. "Canto Siboney" (Ernesto Lecuona Casado)
9. "El Carretero" (Jose "Guillermo Portabales" Quesada del Castillo)
10. "Cienfuegos (tiene su guaguanco)" (Victor Lay)
11. "Begin the Beguine" (Cole Porter)
12. "Buena Vista Social Club" (Orestes Lopez, inventor del mambo el 1937)
13. "Mandinga" (també conegut com a "Bilongo", Guillermo Rodriguez Fiffe)
14. "Candela" (Faustino Oramas),
15. "Chanchullo" (Israel "Cachao" Lopez, el pare de Cachaito)
16. "El Cuarto de Tula" (son/descarga, Sergio Siaba)
17. "Guateque Campesino" (Celia Romero "Guateque")
18. "Nuestra Ultima Cita" (Forero Esther)
19. "Quizás, Quizás, Quizás" (bolero d'Oswaldo Farres)

## Estrena

### Recepció crítica
Buena Vista Social Club va rebre elogis de la crítica. A Rotten Tomatoes, la pel·lícula té un 92% de puntuació de "Certified Fresh" basada en 48 ressenyes, amb una puntuació mitjana de 7,52/10. Metacritic informa d'una puntuació de 81 sobre 100 basada en 19 crítics, que indica "aclamació universal".

### Reconeixements
La pel·lícula va ser nominada als Premis Oscar com a millor llargmetratge documental l'any 2000. Va guanyar com a millor documental als Premis del Cinema Europeu així com molts altres. L'àlbum Buena Vista Social Club inclou versions d'estudi de la música que s'escolta a la pel·lícula.

## Influència
La pel·lícula va ajudar els músics, alguns d'ells ja als noranta, a ser coneguts per un públic mundial, i alguns van llançar àlbums populars en solitari. Aquests inclouen Ibrahim Ferrer, Compay Segundo,  Rubén González i  Elíades Ochoa. Aquest últim va donar suport als músics més joves que fessin el mateix estil de música més enllà del 2010 sota el nom de "Buena Vista Social Club".